# Geißelskorpione
Die Geißelskorpione (Uropygi) sind eine Ordnung der Spinnentiere (Arachnida) und gehören somit zu den Kieferklauenträgern (Chelicerata). Weltweit sind etwa 180 Arten bekannt, die zwei sehr unterschiedlichen Unterordnungen zugeordnet werden können. Die Zwerggeißelskorpione (Schizomida) erreichen Körperlängen von maximal 18 mm, demgegenüber sind die Vertreter der Thelyphonida bis 75 mm lang (ohne Schwanzanhang). Die Tiere bewohnen die Tropen und Subtropen.

## Bau der Geißelskorpione
Der Körperbau der Geißelskorpione erinnert an den der Skorpione, der schwanzartige Endteil des Hinterleibes besteht allerdings nur aus drei Segmenten und endet in einem gegliederten Schwanzanhang (Flagellum). Wie bei den Skorpionen sind auch hier die Pedipalpen zu mächtigen Fangbeinen umgestaltet und mit einer Schere versehen. Auffällig ist das erste Laufbeinpaar, welches wie bei den Geißelspinnen zu langen Tastorganen mit vermehrter Anzahl der Beinglieder angelegt ist. Entsprechend laufen die Tiere auf nur 3 Beinpaaren wie die Sechsfüßer. Die Kieferklauen (Cheliceren) sind zweigliedrig und werden zum Zerreißen der Beute eingesetzt.
Bei dem Riesengeißelskorpion (Mastigoproctus giganteus) besteht das Wehrsekret aus 84 % Essigsäure, 5 % Caprylsäure und 11 % Wasser. Beiderseits des Flagellums münden große Wehrdrüsen, mit denen die Tiere ein Wehrsekret versprühen können. Aufgrund der Beweglichkeit des Hinterleibs kommt es als zielgerichteter Strahl heraus. Diese Tiere können das Sekret bis zu 80 cm weit spritzen und es brennt in den Augen und auf den Schleimhäuten, wenn man davon getroffen wird.

## Fortpflanzung und Entwicklung
Wie bei den Skorpionen wird auch bei den Geißelskorpionen das Weibchen vom Männchen über ein vorher abgelegtes Spermienpaket (Spermatophore) gezogen. Dabei ergreift allerdings das Weibchen entweder den Hinterleib (bei den Thelyphonida) oder das knopfartig verdickte Flagellum (bei den Schizomida) des Männchens und lässt sich über das Spermienpaket ziehen. Die Männchen der Thelyphonida helfen oft noch mit ihren besonders umgestalteten Pedipalpen nach, indem sie das Spermienpaket förmlich in die weibliche Geschlechtsöffnung stopfen und dann aufreißen.
In einer unterirdischen Brutkammer legt das Weibchen die Eier in einen speziell konstruierten Brutsack, den sie am Hinterleib mit sich trägt. Die Pränymphen halten sich nach dem Schlüpfen mit Haftlappen an den Beinen am Hinterleib der Mutter fest, danach lassen sie los. Es folgen vier weitere Häutungen, bis die Tiere geschlechtsreif sind (bei Mastigoproctus zwei bis vier Jahre). Jede Häutung findet in einer eigens dafür gegrabenen Höhle statt, in der die Tiere mehrere Monate bleiben.

## Systematik der Geißelskorpione

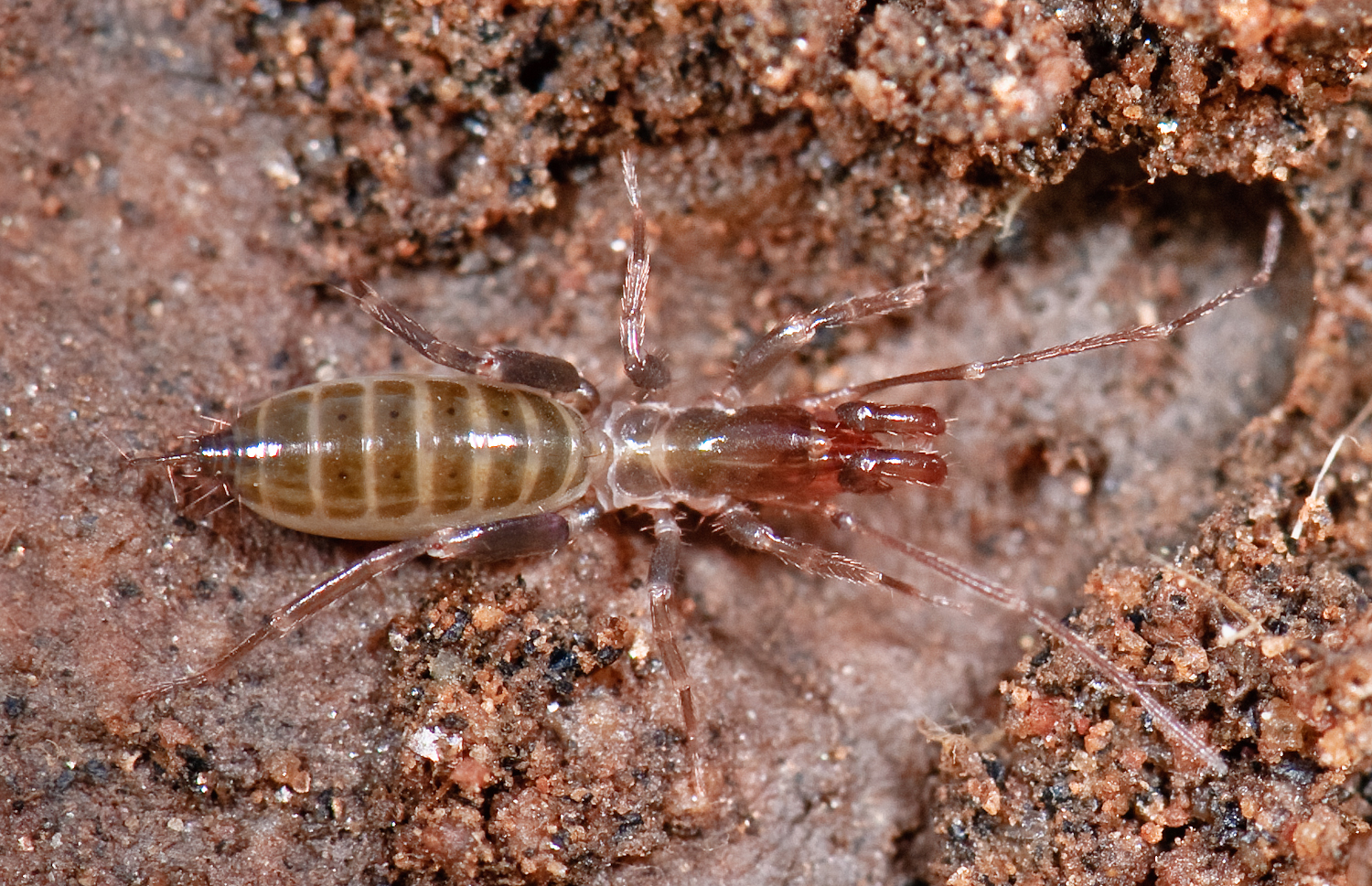
Hubbardia pentapeltis

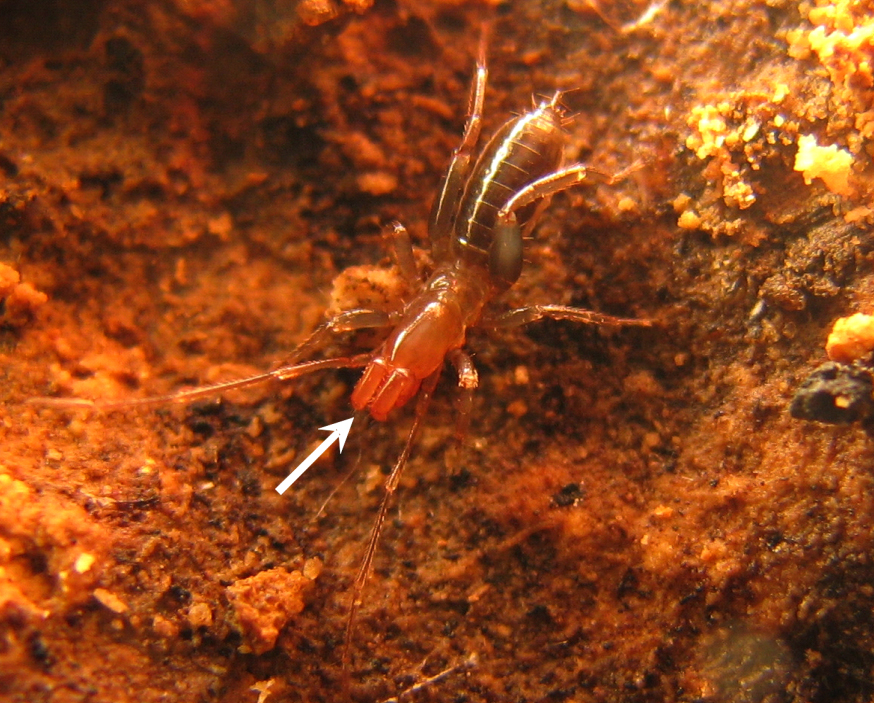
Rowlandius potiguar

Die Geißelskorpione werden in zwei morphologisch sehr unterschiedliche Unterordnungen aufgeteilt, die als Thelyphonida und Schizomida (auch Zwerggeißelskorpione) bezeichnet werden.

### Thelyphonida
Bei den Thelyphonida bedeckt eine ungegliederte Decke den gesamten Vorderkörper. Diese Tiere sind im Vergleich zu den Vertretern der Schizomida sehr groß mit maximal 75 mm Körperlänge. Die Pedipalpen sind extrem groß und mit Dornen sowie einer großen Schere bewehrt. Das Flagellum ist lang und vielgliedrig. Die Vertreter dieser Gruppe leben vorwiegend in den Regenwäldern der indopazifischen Region und amerikanischen Region, eine Art lebt in Afrika. Der Riesengeißelskorpion (Mastigoproctus giganteus) lebt vor allem in den südlichen Staaten der USA.

### Zwerggeißelskorpione (Schizomida)
Diese Tiere sind mit maximal 18 mm Körperlänge sehr klein. Sie leben vor allem in der Bodenstreu oder in Höhlen. Es gibt etwa 350 rezente Arten in den zwei Familien Protoschizomidae und Hubbardiinae, wobei erstere nur die beiden Gattungen Protoschizomus und Agastoschizomus umfasst. Die übrigen 63 Gattungen entfallen auf die zwei Unterfamilien der Familie Hubbardiidae: Hubbardiinae (62 Gattungen) und Megaschizominae (1 Gattung). Wie alle Chelicerata besitzen Schizomiden sechs Extremitätenpaare am Prosoma: Jeweils ein Paar Cheliceren, Pedipalpen, sowie 4 Laufbeinpaare, wobei das vorderste Paar in der Regel deutlich verlängert ist. Dieses wird weniger zur Fortbewegung als viel mehr zum Ertasten der Umwelt genutzt, da heute bis auf vier Arten alle Schizomiden augenlos sind. Es gibt jedoch viele Arten mit lichtsensitiven Flecken im Bereich der Augen. Das Prosoma ist geteilt in mehrere Rückenplatten: das Propeltidium, welches etwa 70–80 % des Prosomas bedeckt, und, gefolgt von einem Paar sehr kleiner Platten, die deutlich voneinander getrennt sind, die Mesopeltidia. Dahinter liegt ein Paar etwas größerer Platten (Metapeltidia), die, je nach Gattung entweder deutlich voneinander getrennt, durch eine dünne, sichtbare Sutur getrennt oder aber gar nicht getrennt sind. Die Pedipalpen sind schlank und ohne Schere. Bei manchen Arten tritt sexueller Dimorphismus innerhalb einer Art oder aber abhängig vom Geschlecht auf, wobei die Pedipalpen stark verlängert, dafür aber weniger kräftig ausgebildet sind. Die Cheliceren besitzen ein bewegliches und ein fixes Element. Das Opisthosoma besteht aus zwölf Segmenten und ist sowohl dorsal als auch ventral durch stabile Sternite bzw. Tergite geschützt. Das Flagellum (welches am letzten Segment des Opisthosomas ansetzt) ist das wichtigste diagnostische Merkmal zur Differenzierung des Geschlechts von Schizomiden. Bei weiblichen Tieren ist es schmal und stielförmig ausgebildet, aus einem bis maximal fünf Annuli. Bei männlichen Tieren ist das Flagellum verdickt und kann verschiedene Formen aufweisen, z. B. plattenförmig, Pik-förmig, Schaufelblatt-artig etc. Ein weiteres wichtiges Erkennungsmerkmal der Schizomiden ist ein dornartiger Auswuchs an der Coxa des zweiten Laufbeinpaares. Zur Bestimmung der Gattung oder Arten werden heute hauptsächlich die Anzahl und Anordnung der Setae an den Cheliceren, Pedipalpen, an der Basis des Propeltidiums, auf dem Propeltidium, auf den Sterniten, auf dem Opisthosoma und auf dem Flagellum genutzt. Die Zwerggeißelskorpione sind in allen tropischen Regionen der Erde heimisch, wobei besonders hohe Diversitäten für Australien (54), Kuba (49) und Mexiko (46) belegt sind. Einige Arten werden seit dem 19. Jahrhundert regelmäßig auch in Europa in geheizten Gewächshäusern nachgewiesen.
Fossile Nachweise dieser Gruppe sind der Größe und des schlechten Fossilisierungspotentials wegen selten. Fossilien wurden beschrieben aus dem Pliozän Arizonas (Petrunkevitch 1945, Pierce 1950), dem Miozän dominikanischen Bernsteins (Krüger und Dunlop 2010) und dem Oligozän von China (Lin et al. 1988). Seit 2019 ist auch ein männlicher Schizomide (Mesozomus groehni) aus der oberen Kreidezeit (Birmit) bekannt.